# Frobeniova matice
Frobeniova matice je v numerické matematice speciální druh čtvercové matice, která splňuje následující tři vlastnosti:
- všechny položky na hlavní diagonále jsou jedničky
- položky v jednom libovolném sloupci pod hlavní diagonálou jsou libovolné
- všechny ostatní položky jsou nulové

Frobeniova matice tady vypadá takto:
{\displaystyle A={\begin{pmatrix}1&0&0&\cdots &0\\0&1&0&\cdots &0\\0&a_{32}&1&\cdots &0\\\vdots &\vdots &\vdots &\ddots &\vdots \\0&a_{n2}&0&\cdots &1\end{pmatrix}}}
Frobeniovy matice jsou pojmenované po Ferdinandu Georgu Frobeniovi. Někdy se také nazývají Gaussovy transformace po Carlu Friedrichu Gaussovi. Frobeniovy matice se používají při Gaussově eliminační metodě pro reprezentaci gaussovských transformací.
Násobení libovolné matice zleva (levé násobení) Frobeniovou maticí odpovídá přičtení určité lineární kombinace zbývajících řádků k určitému řádku matice. Násobení inverzní maticí odpovídající lineární kombinaci od daného řádku odečte. To odpovídá jedné elementární operaci při gaussovské eliminaci (vedle transpozice řádků a násobení řádku skalárem).

## Vlastnosti
Frobeniovy matice jsou invertibilní. Inverzí Frobeniovy matice je opět Frobeniova matice, která se od původní matice liší obrácenými znaménky čísel mimo hlavní diagonálu. Inverzní matice k výše uvedené matici tedy je:
{\displaystyle A^{-1}={\begin{pmatrix}1&0&0&\cdots &0\\0&1&0&\cdots &0\\0&-a_{32}&1&\cdots &0\\\vdots &\vdots &\vdots &\ddots &\vdots \\0&-a_{n2}&0&\cdots &1\end{pmatrix}}}
Tento vzorec lze dokonce zobecnit na jakoukoli mocninu matice. Pro všechna {\displaystyle k\in \mathbb {Z} } platí:
{\displaystyle A^{k}={\begin{pmatrix}1&0&0&\cdots &0\\0&1&0&\cdots &0\\0&k\cdot a_{32}&1&\cdots &0\\\vdots &\vdots &\vdots &\ddots &\vdots \\0&k\cdot a_{n2}&0&\cdots &1\end{pmatrix}}=I+k\cdot (A-I)}